# Schleswig-Holsteinische Rechtsanwaltskammer
Die Schleswig-Holsteinische Rechtsanwaltskammer ist eine Körperschaft des öffentlichen Rechts. Sie ist 1879 aufgrund der ersten einheitlichen Rechtsanwaltsordnung im Rahmen der Reichsjustizgesetze 1877/1879 gegründet worden. Ihre Geschäftsstelle ist am Sitz des Schleswig-Holsteinischen Oberlandesgerichts in Schleswig eingerichtet.
Sie ist zuständig für die Landesgerichtsbezirke Flensburg, Kiel, Itzehoe und Lübeck.
Alle Rechtsanwälte in Schleswig-Holstein werden mit ihrer Zulassung automatisch Mitglied der Kammer. Sie nimmt die Interessen des Berufsstandes in vielfältiger Weise wahr und arbeitet über das Ehrenamt im Präsidium, im Vorstand und in den Ausschüssen von Kollegen für Kollegen. Zum 1. Januar 2024 hat die Kammer 3794 Mitglieder.

## Aufgaben
Seit dem 1. Juli 1999 führt die Kammer das Verfahren der Zulassung zur Rechtsanwaltschaft durch. Sie ist auch für die Rücknahme oder den Widerruf der Anwaltszulassung zuständig. Sie entscheidet über die Verleihung von Fachanwaltschaften. Sie berät ihre Mitglieder in Fragen der Berufspflichten und sorgt für die Einhaltung des Berufsrechts. Pflichtverstöße kann sie mit einer Rüge ahnden. Auf Antrag wird die Kammer bei Konflikten zwischen Kammermitgliedern untereinander oder mit den Auftraggebern vermittelnd tätig.
Die Kammer schlägt Kollegen für die Ernennung zu Mitgliedern des Anwaltsgerichtes und des Anwaltsgerichtshofes vor. Sie erstattet auf Anforderung gerichtliche oder behördliche Gutachten. Sie wirkt mit bei der Ausbildung der Referendare und der Rechtsanwalts- und Notarfachangestellten sowie bei der Fortbildung zum Rechts- und Notarfachwirt.
Die Rechtsanwaltskammer führt Fortbildungsveranstaltungen durch, wirkt bei Gesetzesvorhaben mit und nimmt sich der berufspolitischen Belange des Berufsstandes an.
Der Rechtsanwaltskammer obliegt die umfassende geldwäscherechtliche Aufsicht über die diejenigen schleswig-holsteinischen Rechtsanwältinnen und Rechtsanwälte, die Verpflichtete im Sinne des Geldwäschegesetzes (GwG) sind.

## Präsidium
Der Präsident bildet mit dem Vizepräsidenten, Schatzmeister und Schriftführer das Präsidium. Der Vorstand wählt das Präsidium. Derzeit ist Rechtsanwalt und Notar Jürgen Doege Präsident der Schleswig-Holsteinischen Rechtsanwaltskammer.